# Чарторыйский, Казимир Ежи
Князь Казимир Ежи Чарторыйский (пол. Kazimierz Jerzy Czartoryski; 7 августа 1892, Пелкине, умер 24 мая 1936, Журавно) — польский дворянин и помещик, офицер польской армии, общественный деятель.

## Биография

Литовская Погонь — герб князей Чарторыйских

Представитель польско-литовского княжеского рода Чарторыйских герба Погоня. Родился 8 августа 1892 года в селе Пелкине под Ярославом (Королевство Галиции и Лодомерии). Старший сын князя Витольда Леона Чарторыйского (1864—1945) и Ядвиги Джедушицкой (1867—1941), дочери Владимира Джедушицкого (1825—1899).
Его младшими братьями и сестрами были Мария (1890—1981, по мужу Корвин-Красинская), Анна (1891—1951), Ежи (1894—1969), Владимир (1895—1975), Иоанн (1897—1944), Роман (1898—1958), Станислав (1902—1982), Елизавета (? — 1904), Адам (1906—1998), Витольд (1908—1945), Петр (1909—1993).
Участвовал в Советско-польской войне (1919—1921). После обретения Польшей независимости был принят в польскую армию. Был произведен в лейтенанты артиллерийского резерва со старшинством 1 июня 1919 года. В 1923—1924 годах был резервным офицером в 11-м Полевом артиллерийском полку (гарнизоны Станиславов/Коломыя). В 1934 году был резервным офицером 24-го легкого артиллерийского полка и оставался тогда в учёте уездного командования пополнений в Стрые.
Он был совладельцем владений Журавно, которое во Второй Речи Посполитой было известно изделиями из алебастра. Он был одним из самых активных землевладельцев в районе Восточной Малопольши. Принимал активное участие в сельскохозяйственных организациях и в общественной жизни. Работал в Союзе землян, в котором был членом факультета и председателем в Жидачеве. Был советником Львовской Сельскохозяйственной палаты.
До полуночи 24/25 мая 1936 года возвращался водителем на машине из Станиславова в Журавно. В автомобиле также находились его жена, двое детей, воспитательница и помощник шофера. На дороге, недалеко от Старой деревни, машина попала в аварию и упала в кювет. От полученных травм князь Чарторыйский скончался. Его жена получила травму головы и была доставлена в больницу во Львове, остальные пассажиры вышли из аварии невредимыми.
Похоронен на Журавлевском кладбище 27 мая 1936 года.

## Семья и дети
Его женой в 1917 году стала Елена, урождённая Скржинская (21 сентября 1894 — 21 июня 1988).
В браке родилось 8 детей:
- Александр (1919—1991),
- Ядвига (1920—1998, по мужу Бжозовская),
- Тереза (1923—1981, по мужу Ростворовская, жена писателя Генриха Ростворовского),
- Мария (1925—1929),
- Анна (1927—1999, по мужу Голинская),
- Анджей (1929—1999),
- Александр (1930—2018),
- Барбара (род. 1935).